# Доказано жив
„Доказано жив“ (на английски: Proof of Life) е американски екшън трилър от 2000 г. на режисьора Тейлър Хакфорд по сценарий на Тони Гилрой. Във филма участват Мег Райън, Ръсел Кроу, Дейвид Морз, Памела Рийд и Дейвид Карузо.

## Актьорски състав
| Актьор               | Роля             |
| -------------------- | ---------------- |
| Мег Райън            | Алис Боуман      |
| Ръсел Кроу           | Тери Торн        |
| Дейвид Морз          | Питър Боуман     |
| Памела Рийд          | Джанис Гудмън    |
| Дейвид Карузо        | Дино             |
| Антъни Хийлд         | Тед Фелнър       |
| Майкъл Бърн          | Лорд Лутан       |
| Стенли Андерсън      | Джери            |
| Готфрид Джон         | Ерик Кеслър      |
| Алън Армстронг       | Уайът            |
| Майкъл Кичън         | Иън Хейвъри      |
| Марго Мартиндейл     | Айви             |
| Марио Ернесто Санчес | Артуро Фернандес |
| Пиетро Сибил         | Джуако           |
| Вики Ернандез        | Мария            |
| Норма Мартинез       | Норма            |
| Карлос Бланчард      | Карлос           |
| Роуена Кинг          | Памела           |

## В България
На 29 август 2001 г. филмът е издаден на VHS и DVD от „Александра Видео“ с български субтитри.
На 16 ноември 2003 г. е излъчен за първи път по „Би Ти Ви“.
На 18 февруари 2012 г. е излъчен по каналите на „Би Ти Ви Медиа Груп“ с български дублаж. Екипът се състои от:
| Пост                | Име                                                                                                  |
| ------------------- | --- |
| Озвучаващи артисти  | Гергана Стоянова Петя Миладинова Пламен Манасиев Александър Воронов Здравко Методиев Димитър Иванчев |
| Преводач            | Елена Илиева                                                                                         |
| Тонрежисьор         | Стефан Македонски                                                                                    |
| Режисьор на дублажа | Албена Павлова                                                                                       |